# Niko Härting

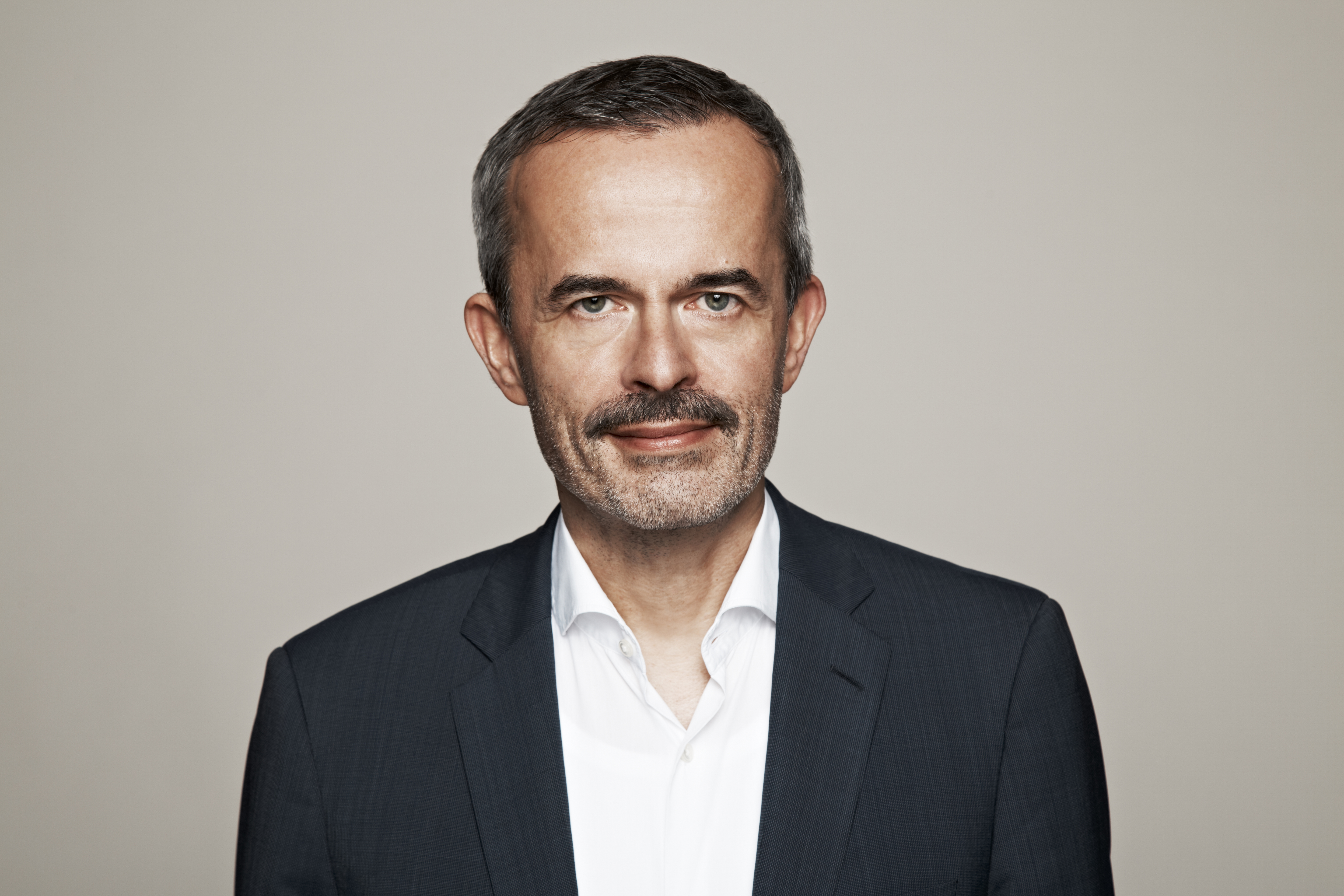
Niko Härting (2017)

Niko Härting (* 27. Mai 1964 in Gelsenkirchen) ist ein deutscher Rechtsanwalt und Honorarprofessor.

## Leben
Niko Härting wuchs in Köln als Sohn der Lehrerin Maria Härting und eines Musikredakteurs der Deutschen Welle, Michael Härting, auf. 1983 zog Härting nach West-Berlin und studierte bis 1989 Rechtswissenschaft und Anglistik an der Freien Universität Berlin.
Von 1989 bis 1993 war er wissenschaftlicher Mitarbeiter beim Zivilrechtler Detlef Leenen an der Freien Universität Berlin. Von 1991 bis 1993 absolvierte er das Referendariat in Berlin mit einer Auslandsstation in Chicago. Seit 1991 unterrichtet Härting kontinuierlich an der Hochschule für Wirtschaft und Recht Berlin (HWR, vormals Fachhochschule für Wirtschaft). Dort ist er seit 2012 als Honorarprofessor tätig. 1993 wurde er zur Anwaltschaft zugelassen und praktiziert seitdem in Berlin. 1996 gründete er HÄRTING Rechtsanwälte, eine Anwaltskanzlei mit Schwerpunkten im IT- und IP-Recht sowie im Datenschutzrecht. Er ist Herausgeber des Standardwerks Internetrecht sowie der Fachzeitschrift Privacy in Germany.
Seit Ende der 1990er Jahre ist Härting in verschiedenen Funktionen im Deutschen Anwaltverein aktiv, dessen Vorstand er seit 2023 angehört. Er ist zudem seit 2023 Vorsitzender des Ausschusses Informationsrecht, dem er bereits seit 2005 angehört. Seit 2020 ist er Gastgeber und Moderator der Podcastreihe Follow the Rechtsstaat (vormals Corona im Rechtsstaat). Härting ist zudem Mitglied der Schriftleitung der Zeitschrift Computer und Recht (CR) und ständiger Mitarbeiter der Zeitschriften Der IT-Rechts-Berater (ITRB) und Der IP-Rechts-Berater (IPRB) sowie Kommunikation & Recht (K&R). Als Mitglied des Berliner CSD e.V. und Förderer des TEDDY e.V. und Mitglied diverser Fördervereine von Berliner Kultureinrichtungen ist Härting sowohl in der Berliner Kulturszene als auch in der Queer-Community aktiv.

## Verfahren und Kontroversen
Für die Treuhandanstalt (später Bundesanstalt für vereinigungsbedingte Sonderaufgaben, BvS) wirkte Härting ab 1996 am „Novum-Prozess“ mit. Dort ging es um die (erfolgreiche) Rückholung von ca. 250 Mio. EUR als „verschwundenes Vermögen der Sozialistischen Einheitspartei Deutschlands (SED)“.
Ab 1998 war Härting für die Veranstalter der „Loveparade“ in Berlin tätig, 2010 auch im Zusammenhang mit dem Unglück bei der Loveparade 2010 in Duisburg.
2002 entschied der Bundesgerichtshof, dass die „Rechtsberatungshotline“, die Härting für Mandanten konzipiert hatte, mit geltendem Berufsrecht vereinbar war.
Ab 2012 befasste sich Härting intensiv mit den Beratungen zur Datenschutz-Grundverordnung (DSGVO) in Brüssel und Berlin und trat als DSGVO-Kritiker in Erscheinung.
Während der COVID-19-Pandemie vertrat Härting zahlreiche Betroffene – unter anderem vor dem Bundesverfassungsgericht im Zusammenhang mit der „Bundesnotbremse“.
Mit verschiedenen Klagen ging Härting für „Reporter ohne Grenzen“ gegen Überwachungsbefugnisse des Bundesnachrichtendienstes vor. 2017 erklärte das Bundesverwaltungsgericht (BVerwG) die BND-Metadatensammlung „VerAS“ für unzulässig.

## Werke (Auswahl)
- Hrsg.: DSGVO im Praxistest: Ermittlungen – Bußgelder – Verfahren. Verlag Dr. Otto Schmidt, ISBN 978-3-504-56078-2.
- Hrsg.: Internetrecht. Verlag Dr. Otto Schmidt, ISBN 978-3-504-56097-3 (zuletzt 8. Auflage, 2025; Erstauflage 2001).
- Hrsg.: Privacy in Germany (PinG), datenschutzrechtliche Fachzeitschrift, Erich Schmidt Verlag (seit 2013).